# Sveriges handelsminister
Sveriges handelsminister är ett statsråd som ansvarar för handelspolitik, internationella handelsförhandlingar, Europeiska unionens inre marknad, främjande av export, import och utländska investeringar i Sverige samt Sverigebilden i utlandet. Handelsministern nominerades i likhet med övriga ministrar av statsministern, ingick i Sveriges regering som bekräftas kollegialt av Sveriges riksdag. Handelsministern var tidigare placerad vid Utrikesdepartement och ingick i den grupp av statsråd som inte var departementschefer. 
Den 1 juli 1920 till 31 december 1982 fanns ett särskilt handelsdepartement. Handelsministerns formella titel var då statsråd och chef för Handelsdepartementet. Gunnar Lange (S) innehade ämbetet längst tid; 15 år och 27 dagar. De handelpolitiska frågorna handlades 1983-1996 av utrikeshandelsministern som var ett konsultativt statsråd på Utrikesdepartementet. Från 1996 till 2002 var titeln åter handelsminister, och från 2002 handlades frågorna av näringsministern. Handelsfrågorna flyttades 2006 från Näringsdepartementet tillbaka till Utrikesdepartementet av den borgerliga regeringen Reinfeldt. 2014 avskaffades handelsministerposten och handelsfrågorna överfördes till Näringsdepartementet av regeringen Löfven I. I samband med regeringsombildningen 25 maj 2016 återupprättades posten och sorteras under Utrikesdepartementet. Ann Linde blev då handelsminister och efterträddes den 10 september 2019 av Anna Hallberg.
Efter valet 2022 och bildandet av regeringen Kristersson så behölls handelsfrågor på Utrikesdepartementet under statsrådet Johan Forssell. I samband med regeringsombildningen 2024 så tog statsrådet Benjamin Dousa över frågorna.

## Statsrådoch chefer förHandelsdepartementet
| Nr |  | Handelsminister                      | Tillträdde        | Avgick            | Parti | Parti                     | Regering                         |
| -- |  | ------------------------------------ | ----------------- | ----------------- | ----- | ------------------------- | -------------------------------- |
| 1  |  | Fredrik Wilhelm Thorsson (1865–1925) | 1 juli 1920       | 27 oktober 1920   |       | Socialdemokraterna        | Branting I                       |
| 2  |  | Gösta Malm (1873–1965)               | 27 oktober 1920   | 13 oktober 1921   |       | Partilös                  | De Geer d.y. von Sydow           |
| 3  |  | Carl Svensson (1879–1938)            | 13 oktober 1921   | 19 april 1923     |       | Socialdemokraterna        | Branting II                      |
| 4  |  | Nils Wohlin (1881–1948)              | 19 april 1923     | 18 oktober 1924   |       | Partilös                  | Trygger                          |
| 5  |  | Rickard Sandler (1884–1964)          | 18 oktober 1924   | 27 februari 1925  |       | Socialdemokraterna        | Branting III Sandler             |
| 6  |  | Carl Svensson (1879–1938)            | 27 februari 1925  | 7 juni 1926       |       | Socialdemokraterna        | Sandler                          |
| 7  |  | Felix Hamrin (1875–1937)             | 2 juni 1926       | 2 oktober 1928    |       | Frisinnade folkpartiet    | Ekman I                          |
| 8  |  | Vilhelm Lundvik (1883–1969)          | 2 oktober 1928    | 7 juni 1930       |       | Allmänna valmansförbundet | Lindman II                       |
| 9  |  | David Hansén (1880–1957)             | 7 juni 1930       | 24 september 1932 |       | Frisinnade folkpartiet    | Ekman II Hamrin                  |
| 10 |  | Fritjof Ekman (1888–1952)            | 24 september 1932 | 19 juni 1936      |       | Socialdemokraterna        | Hansson I                        |
| 11 |  | Elof Ericsson (1887–1961)            | 19 juni 1936      | 28 september 1936 |       | Partilös                  | Pehrsson-Bramstorp               |
| 12 |  | Per Edvin Sköld (1891–1972)          | 28 september 1936 | 16 december 1938  |       | Socialdemokraterna        | Hansson II                       |
| 13 |  | Gustav Möller (1884–1970)            | 16 december 1938  | 13 december 1939  |       | Socialdemokraterna        | Hansson II                       |
| 14 |  | Fritiof Domö (1889–1961)             | 13 december 1939  | 7 mars 1941       |       | Högerpartiet              | Hansson III                      |
| 15 |  | Herman Eriksson (1892–1949)          | 7 mars 1941       | 30 september 1944 |       | Socialdemokraterna        | Hansson III                      |
| 16 |  | Bertil Ohlin (1899–1979)             | 30 september 1944 | 31 juli 1945      |       | Folkpartiet               | Hansson III                      |
| 17 |  | Gunnar Myrdal (1898–1987)            | 31 juli 1945      | 11 april 1947     |       | Socialdemokraterna        | Hansson IV Erlander I            |
| 18 |  | Axel Gjöres (1889–1979)              | 24 maj 1947       | 24 september 1948 |       | Socialdemokraterna        | Erlander I                       |
| 19 |  | John Ericsson (1907–1977)            | 28 oktober 1948   | 12 september 1955 |       | Socialdemokraterna        | Erlander I Erlander II           |
| 20 |  | Gunnar Lange (1909–1976)             | 12 september 1955 | 9 oktober 1970    |       | Socialdemokraterna        | Erlander II Erlander III Palme I |
| 21 |  | Kjell-Olof Feldt (1931–2025)         | 9 oktober 1970    | 9 november 1975   |       | Socialdemokraterna        | Palme I                          |
| 22 |  | Carl Lidbom (1926–2004)              | 10 november 1975  | 8 oktober 1976    |       | Socialdemokraterna        | Palme I                          |
| 23 |  | Staffan Burenstam Linder (1931–2000) | 8 oktober 1976    | 18 oktober 1978   |       | Moderaterna               | Fälldin I                        |
| 24 |  | Hadar Cars (född 1933)               | 18 oktober 1978   | 12 oktober 1979   |       | Folkpartiet               | Ullsten                          |
| 25 |  | Staffan Burenstam Linder (1931–2000) | 12 oktober 1979   | 5 maj 1981        |       | Moderaterna               | Fälldin II                       |
| 26 |  | Jan-Erik Wikström (1932–2024)        | 5 maj 1981        | 22 maj 1981       |       | Folkpartiet               | Fälldin II                       |
| 27 |  | Björn Molin (1932–2024)              | 22 maj 1981       | 8 oktober 1982    |       | Folkpartiet               | Fälldin III                      |
| 28 |  | Lennart Bodström (1928–2015)         | 8 oktober         | 31 december 1982  |       | Socialdemokraterna        | Palme II                         |

## Statsrådmed ansvar för handel
| Nr |  | Handelsminister             | Titel                                                         | Tillträdde        | Avgick            | Parti | Parti              | Regering                       |
| -- |  | --------------------------- | ------------------------------------------------------------- | ----------------- | ----------------- | ----- | ------------------ | ------------------------------ |
| 29 |  | Mats Hellström (född 1942)  | utrikeshandelsminister                                        | 11 januari 1983   | 9 oktober 1986    |       | Socialdemokraterna | Palme II Carlsson I            |
| 30 |  | Anita Gradin (1933–2022)    | utrikeshandelsminister                                        | 10 oktober 1986   | 4 oktober 1991    |       | Socialdemokraterna | Carlsson I Carlsson II         |
| 31 |  | Ulf Dinkelspiel (1939–2017) | utrikeshandelsminister                                        | 4 oktober 1991    | 7 oktober 1994    |       | Moderaterna        | Carl Bildt                     |
| 32 |  | Mats Hellström (född 1942)  | utrikeshandelsminister                                        | 7 oktober 1994    | 22 mars 1996      |       | Socialdemokraterna | Carlsson III                   |
| 33 |  | Björn von Sydow (född 1945) | handelsminister                                               | 22 mars 1996      | 31 januari 1997   |       | Socialdemokraterna | Persson                        |
| 34 |  | Leif Pagrotsky (född 1951)  | 1997-2002 handelsminister 2002-2004 näringsminister           | 1 februari 1997   | 31 oktober 2004   |       | Socialdemokraterna | Persson                        |
| 35 |  | Thomas Östros (född 1965)   | näringsminister                                               | 1 november 2004   | 6 oktober 2006    |       | Socialdemokraterna | Persson                        |
| 36 |  | Maria Borelius (född 1960)  | handelsminister                                               | 6 oktober 2006    | 14 oktober 2006   |       | Moderaterna        | Reinfeldt                      |
| 37 |  | Sten Tolgfors (född 1966)   | handelsminister                                               | 24 oktober 2006   | 12 september 2007 |       | Moderaterna        | Reinfeldt                      |
| 38 |  | Ewa Björling (född 1961)    | handelsminister                                               | 12 september 2007 | 3 oktober 2014    |       | Moderaterna        | Reinfeldt                      |
| 39 |  | Mikael Damberg (född 1971)  | näringsminister                                               | 3 oktober 2014    | 25 maj 2016       |       | Socialdemokraterna | Löfven I                       |
| 40 |  | Ann Linde (född 1961)       | 2016-2019 EU- och handelsminister 2019 Utrikeshandelsminister | 25 maj 2016       | 10 september 2019 |       | Socialdemokraterna | Löfven I Löfven II             |
| 41 |  | Anna Hallberg (född 1963)   | Utrikeshandelsminister                                        | 10 september 2019 | 18 oktober 2022   |       | Socialdemokraterna | Löfven II Löfven III Andersson |
| 42 |  | Johan Forssell (född 1979)  | Bistånds- och utrikeshandelsminister                          | 18 oktober 2022   | 10 september 2024 |       | Moderaterna        | Kristersson                    |
| 43 |  | Benjamin Dousa (född 1992)  | Bistånds- och utrikeshandelsminister                          | 10 september 2024 | Nuvarande         |       | Moderaterna        | Kristersson                    |